# オレンジ革命 (漫画)
『オレンジ革命』（オレンジかくめい）は、水沢めぐみによる日本の少女漫画作品。また、同作品を表題とする短篇集コミックス。集英社発行。全1巻。

## 収録作品
オレンジ革命
『2003年りぼん夏休みびっくり大増刊号』に掲載。2003年（夏たちが中学2年生）の夏季のお話。
オレンジ革命2004
『2004年りぼん冬休みびっくり大増刊号』に掲載。2003年の年末のお話。
オレンジ革命2004夏
『りぼん』2004年7月号に掲載。2004年（夏たちが中学3年生）の夏季のお話。
ひまわりカーニバル
『2004年りぼん春のびっくり大増刊号』に掲載。夏の姉、葵が主人公のお話。
以上の他、4コマ漫画4作（「冬の日の杉本くん」「夏の日の杉本くん」「陽生くんの場合」「則くんと恵梨ちゃんの場合」）および、おまけのページ「私の好きなもの」を収録。

## 登場人物
日向 夏（ひゅうが なつ）
『オレンジ革命』では中学2年生。2年2組で、バスケ部に所属。バスケがうまく、バスケ部は都大会に出場するほど強い。あだ名は「なっちゃん」。名前のイメージの通り、いつも明るく元気な女の子だが、無理に明るく振る舞ってしまうところもある。
『オレンジ革命』では杉本の事が好きだった。
『オレンジ革命2004』では、冬哉の事が好きだが片思い。
『オレンジ革命2004夏』では、冬哉と恋人同士。
坂口 冬哉（さかぐち とうや）
夏の同級生。明るくて飾らないひょうきんな男の子。いつも、夏のお弁当のデザートを横取りして食べたり、夏の机に落書きをしたりして夏をからかっているが、本当は夏の事が好き。普段はお調子者に見えるが、真面目で責任感の強いところもある。
杉本（すぎもと）
夏の同級生の男子生徒。夏が恋をしている相手。綾奈とつきあっており、その事を周囲の生徒たちも知っている。真面目で優しい男の子だったが、夏にキスをしている所を他の生徒に見つかって大騒ぎになると、うそをついて夏を悪者にしようとし、怒った冬哉に殴られてしまう。
水沢の作品ではここまで意地悪な悪役キャラは珍しく、水沢もコミックスの欄外で、「杉本くんのようなキャラ、実はあまり描いたことなかった」と述べている。
綾奈（あやな）
杉本の彼女。杉本と付き合っている事は周囲の生徒たちも知っており、周囲も公認のカップル。女の子らしい可愛い女の子。しかし杉本が夏にキスをした事を知って、ショックで泣いてしまう。
まどか
夏と佳弥の同級生で友人。
佳弥（かや）
夏やまどかの同級生で友人。西原と付き合っている。
西原（にしはら）
佳弥の彼氏。
日向 葵（ひゅうが あおい）
夏より5歳年上の姉で、あだ名は「あお」。葵が主人公となる「ひまわりカーニバル」は、葵が中学2年生の時の話。2年A組。5月生まれ。新学期の自己紹介のたびに、先生から「ひまわり（向日葵）」と読み間違えられている。入学式の日に陽生の隣の席になって以来、陽生のことが好きだが、自分に自信が持てず告白できない。恵梨とは小学生の時からの親友で、恵梨を羨ましいと思っている。
森川 恵梨（もりかわ えり）
葵と陽生と則の友人だが、クラスは1人だけ他の3人とは違ってF組。葵とは小学生の時からの親友。明るくて可愛くて人気のある女の子。
宮沢 陽生（みやざわ はるき）
葵や則と同級生で友人の男子生徒。恵梨とも友人だがクラスは別。
葵が恋をしている相手。バスケが上手。
関 則（せき のり）
葵や陽生と同級生で友人の男子生徒。恵梨とも友人だがクラスは別。

## 備考
- 水沢は、この作品は最初は1本の読みきりのつもりだったが、続編を作りたくなって何本か書いているうちにコミックス1冊分になったとのこと。
- タイトルは主人公が「なっちゃん」なのでオレンジ革命。また、漫画の中で夏のお弁当に入っている夏みかんが、重要な役割を果たしている。
- 『オレンジ革命』の主人公の名前「日向 夏（ひゅうが なつ）」は、「日向夏（ヒュウガナツ）」という柑橘系のフルーツに由来する。水沢はその名前が可愛いので採用したとのこと。
- 『ひまわりカーニバル』の主人公の名前は「日向 葵（ひゅうが あおい）」である。これは葵の親が、名字と合わせて「ひまわり」の漢字表記になると思って名付けたという設定であるが、「ひまわり」の表記は「向日葵」なので、この思惑は誤りである。これは水沢自身が、漢字を勘違いして覚えていたことによる。辞書で調べて間違いだったと気付いた時には焦ったが、逆に話のテーマとうまく合ったので良かったとコミックス欄外で述べている。
- 『オレンジ革命2004』には、松任谷由実（ユーミン）の「A HAPPY NEW YEAR」という曲の歌詞が出てきて、物語の中で重要な役割を果たしている。水沢はこの曲が大好きなので、いつかこの曲をテーマに話を描きたいと思っていたとのこと。この曲は1981年11月1日に発売された、ユーミンの18枚目のシングル「夕闇をひとり」のカップリングで、その時、水沢は高校3年生だった。
- 『オレンジ革命』と翻訳される同名のウクライナの政変があるが、時系列としては当作品の初出（2003年）より後の出来事であり、内容的にも無論無関係である。

## コミックス
- 『りぼんマスコットコミックス』。2004年12月15日発売。ISBN 4-08-856578-9。410円（税込み）。184ページ。